# Sàn giao dịch
Sàn giao dịch hay sàn là một thị trường (cái chợ) được tổ chức cho việc trao đổi hàng hóa, chủ yếu là giữa các mã chứng khoán, hàng hóa, ngoại hối, tiền mã hóa, hợp đồng tương lai và hợp đồng quyền chọn.

## Sàn

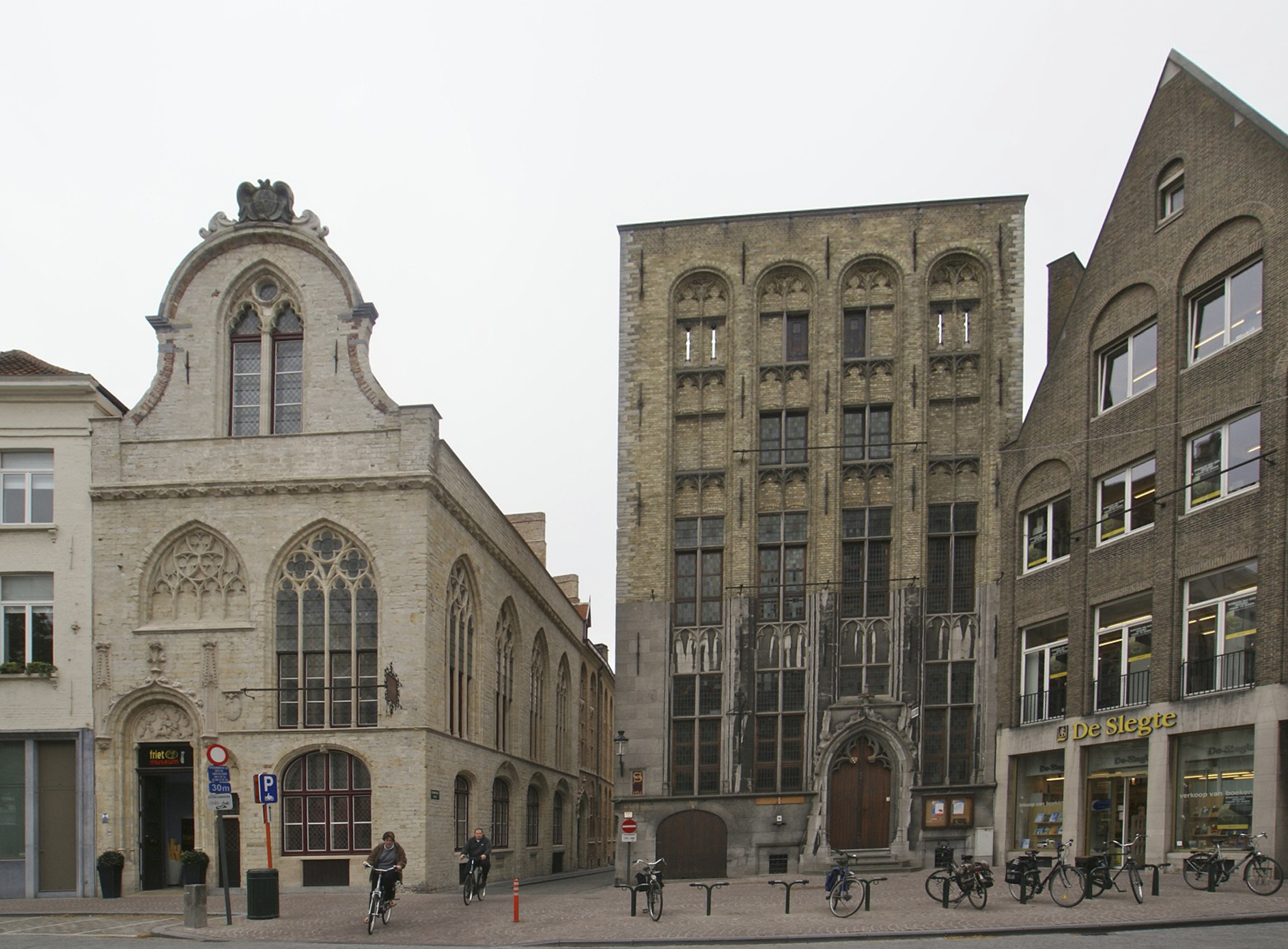
Tòa nhà "Ter Beurze" (ở giữa) tại Bruges, Bỉ.

Tên "sàn" có nguồn gốc từ thế kỷ 13, nhà trọ tên là Ter Beurze tại Bruges, Bỉ, nơi các thương nhân và nhà buôn nước ngoài từ khắp châu Âu tiến hành trao đổi trong những năm cuối thời kỳ trung cổ. Tòa nhà này, được thành lập bởi Robert van der Buerze như một ký túc xá, đã hoạt động từ năm 1285. Các nhà quản lý của nó đã trở thành nổi tiếng với cung cấp tư vấn tài chính đúng đắn cho các thương nhân và các thương gia thường xuyên lui tới tòa nhà. Dịch vụ này được gọi là "Purse Beurze" đó là cơ sở của từ "sàn", có nghĩa là một nơi được tổ chức để giao dịch. Cuối cùng tòa nhà này đã trở thành một nơi chỉ để trao đổi các hàng hoá.
Trong thế kỷ 18, mặt tiền của Ter Beurze được xây dựng lại với một mặt tiền rộng các cột. Tuy nhiên, vào năm 1947 nó đã được khôi phục diện mạo thời trung cổ ban đầu của nó.

## Mô tả
Các sàn giao dịch mang các nhà môi giới và các đại lý là những người mua và bán các đối tượng này lại cùng nhau. Những công cụ tài chính phong phú này thường có thể được bán thông qua sàn giao dịch này, đặc biệt với lợi ích của một trung tâm thanh toán để trang trải các rủi ro tín dụng, hoặc trao đổi ngang tắt (OTC), nơi thường có ít sự bảo vệ chống lại rủi ro đối tác hơn so với từ các trung tâm thanh toán.
Các sàn giao dịch có thể được phân ra thành:
- Theo đối tượng được trao đổi:
  - sàn giao dịch cổ phiếu hay sàn giao dịch chứng khoán (chứng khoán ở đây chỉ gồm cổ phiếu/chứng chỉ quỹ, trái phiếu)
  - sàn giao dịch hàng hóa - giao dịch nhiều loại phái sinh tài chính khác nhau
  - thị trường ngoại hối - hiện nay hiếm khi trong các hình thức của một tổ chức chuyên ngành
  - Thị trường tiền mã hóa (ví dụ: Bitcoin, Ethereum)
- Theo loại hình trao đổi:
  - sàn giao dịch cổ điển - cho các trao đổi giao ngay
  - sàn giao dịch hợp đồng tương lai hay sàn giao dịch hợp đồng tương lai và hợp đồng quyền chọn - cho các phái sinh

Trong thực tế, các sàn giao dịch hợp đồng tương lai thường là các sàn giao dịch hàng hoá, tức là tất cả các phái sinh, bao gồm các phái sinh tài chính, thường được giao dịch tại các sàn giao dịch hàng hóa. Điều này có lý do lịch sử: các sàn giao dịch đầu tiên là các sàn giao dịch cổ phiếu. Trong thế kỷ 19, các sàn giao dịch được mở để trao đổi các hợp đồng chuyển tiếp trên hàng hóa. Các hợp đồng kỳ hạn được trao đổi qua sàn được gọi là các hợp đồng tương lai. Những sàn giao dịch hàng hóa này sau đó bắt đầu cung cấp các hợp đồng tương lai trên các sản phẩm khác, chẳng hạn như lãi suất và cổ phần, cũng như các hợp đồng quyền chọn. Hiện nay chúng được gọi là các sàn giao dịch hợp đồng tương lai ngoại tệ.
Xem để biết thêm chi tiết:
- sàn giao dịch cổ phiếu (sàn giao dịch chứng khoán), Danh sách các sàn giao dịch cổ phiếu, Category:Sàn giao dịch cổ phiếu
- sàn giao dịch hàng hóa (sàn giao dịch hợp đồng tương lai), Danh sách các sàn giao dịch hợp đồng tương lai, Category:Sàn giao dịch hợp đồng tương lai
- thị trường ngoại hối